# Washington (Massachusetts)
Washington és una població dels Estats Units a l'estat de Massachusetts. Segons el cens del 2000 tenia 544 habitants.

## Demografia
Segons el cens del 2000, Washington tenia 544 habitants, 203 habitatges, i 163 famílies. La densitat de població era de 5,6 habitants/km².
Dels 203 habitatges en un 36,5% hi vivien nens de menys de 18 anys, en un 67% hi vivien parelles casades, en un 8,4% dones solteres, i en un 19,7% no eren unitats familiars. En el 14,8% dels habitatges hi vivien persones soles el 6,4% de les quals corresponia a persones de 65 anys o més que vivien soles. El nombre mitjà de persones vivint en cada habitatge era de 2,68 i el nombre mitjà de persones que vivien en cada família era de 2,96.
Per edats la població es repartia de la següent manera: un 26,5% tenia menys de 18 anys, un 5,7% entre 18 i 24, un 25,2% entre 25 i 44, un 32,7% de 45 a 60 i un 9,9% 65 anys o més.
L'edat mediana era de 41 anys. Per cada 100 dones de 18 o més anys hi havia 104,1 homes.
La renda mediana per habitatge era de 54.583 $ i la renda mediana per família de 55.357$. Els homes tenien una renda mediana de 40.417 $ mentre que les dones 27.143$. La renda per capita de la població era de 23.610$. Entorn del 4,8% de les famílies i el 6,9% de la població estaven per davall del llindar de pobresa.